# 홋타 마사스케
홋타 마사스케(일본어: 堀田正亮, 1712년 2월 12일 ~ 1761년 3월 14일)는 에도 시대 중기의 다이묘이다 야마가타번의 3대 번주, 사쿠라번의 초대 번주를 지냈다. 마사토시계 홋타가(正俊系堀田家) 제5대 당주.
쇼토쿠 2년(1712년) 1월 6일에 홋타 마사토시의 넷째 아들인 홋타 마사타케의 맏아들로 태어났다. 교호 14년(1729년), 데와국 무라야마 군의 3천 석 영지에 봉해져 하타모토로서 별가를 세웠지만, 야마가타 번주 홋타 마사하루가 죽고 그 후계자가 없게 되자, 교호 16년(1731년) 그의 양자가 되어 야마가타 번주직을 계승하였다. 간포 원년(1741년)에는 소샤반이 되었고, 간포 2년(1742년)에는 지샤부교를, 엔쿄 원년(1744년)에는 오사카조다이를 지냈다.
엔쿄 2년(1745년), 로주로 취임하였고, 이듬해인 엔쿄 3년(1746년)에 사쿠라 번으로 전봉되었다. 간엔 2년(1749년)에 로주 수석이 되었고, 호레키 10년(1760년)에는 영지 1만 석을 추가로 받았다. 이듬해인 호레키 11년(1761년) 2월 8일에 50세의 나이로 사망하였다. 여섯째 아들인 홋타 마사나리가 그 뒤를 이었다.
| 전임 홋타 마사하루 | 제3대 야마가타번 번주 (홋타가) 1731년 ~ 1746년 | 후임 마쓰다이라 노리스케 |

| 전임 마쓰다이라 노리스케 | 제1대 사쿠라번 번주 (홋타가 마사토시계) 1746년 ~ 1761년 | 후임 홋타 마사나리 |

| 전임 사카이 다다즈미 | 제30대 오사카 조다이 1744년 ~ 1745년 | 후임 아베 마사요시 |